# Spirobolus proporus
Spirobolus proporus är en mångfotingart som beskrevs av Carl Graf Attems 1896. Spirobolus proporus ingår i släktet Spirobolus och familjen Spirobolidae. Inga underarter finns listade i Catalogue of Life.